# Acritoptila margaretae
Acritoptila margaretae är en nattsländeart som beskrevs av Wells 1982. Acritoptila margaretae ingår i släktet Acritoptila och familjen smånattsländor. Inga underarter finns listade i Catalogue of Life.